# Каракан
Карака́н (рос. Каракан) — село у складі Біловського округу Кемеровської області, Росія.

## Населення
Населення — 908 осіб (2010; 1078 у 2002).
Національний склад (станом на 2002 рік):
- росіяни — 90 %